# Robert Kirshner
Robert Paul Kirshner (Long Branch, Nova Jérsei, 15 de agosto de 1949) é um astrônomo estadunidense.
De 2003 a 2005 foi presidente da American Astronomical Society.

## Prêmios selecionados
- 2007 Prêmio Gruber de Cosmologia com o Grupo High-z
- 2011 Prêmio Dannie Heineman de Astrofísica
- 2014 Medalha James Craig Watson
- 2015 Prêmio Wolf de Física

## Obras
- The extravagant universe: exploding stars, dark energy and the accelerating universe. Princeton University Press 2002